# Amazing (песня Инны)
«Amazing» (с англ. — «Удивительно») — песня румынской певицы Инны с её первого студийного альбома Hot (2009). Она была выпущена как четвёртый сингл с пластинки 6 августа 2009 года. Написанный и спродюсированный участниками Play & Win, «Amazing» — это поп-трек с испанской гитарой и битами в инструментах. Один рецензент посчитал, что песня похожа на прошлые работы Инны, однако с добавлением новых элементов. Другие музыкальные критики дали положительные отзывы о сингле, похвалили его конструкцию и предсказали его коммерческий успех.

Play & Win были вовлечены в спор о нарушении контракта в августе 2009 года, когда румынская певица Анка Бадиу утверждала, что «Amazing» изначально предназначалась для нее, прежде чем её выпустила Инна. Песня была подкреплена сопровождающим музыкальным видео, премьера которого состоялась 10 сентября 2009 года. Снятый Томом Боксером в Атлантическом океане и недалеко от Лиссабона (точнее, в Коларише), клип изображает певицу, занимающуюся сёрфингом, и спасателя, спасающего её от утопления. Для дальнейшего продвижения Инна также исполняла «Amazing» несколько раз, в том числе на Eska Music Awards 2010 и MAD Video Music Awards . В коммерческом плане песня возглавила чарты в Румынии и Болгарии, а также вошла в двадцатку лучших в нескольких других странах. Песня также была номинирована в двух категориях на Romanian Music Awards 2010 и победила в номинации «Песня года в стиле поп/танцевальная» на церемонии вручения премии Radio România Actualități Awards 2010.

## Позиции в хит-парадах
После своего выпуска «Amazing» получил в целом положительные отзывы от музыкальных критиков . Редактор Divercity Cafe похвалил гармонию между вокалом Инны и инструментальной частью и предвидел коммерческий успех сингла. Нити Саркар, пишущая для The Hindu, считала, что песня была «довольно удивительной в том смысле, что она захватывает вихрь эмоций, музыкально и не только». Pro FM включила «Amazing» в свой список «16 хитов, с которыми Инна вошла в историю». На премии Romanian Music Awards 2010 трек был номинирован в категориях «Лучшая песня» и «Лучший танец» и выиграла премию «Поп/танцевальная песня года» на Radio România Actualități 2010.
В коммерческом плане «Amazing» возглавил родной чарт Nielsen Music Control в октябре 2009 года и болгарские чарты в декабре 2009 года, став вторым синглом Инны, достигшим первой позиции в первом регионе после «Hot» (2008). Во Франции «Amazing» дебютировал на второй позиции в чарте SNEP в июне 2010 года, где по состоянию на сентябрь 2010 года было продано 100 000 зарегистрированных копий. Трек открылся на 10-й позиции как самая высокая новая запись в швейцарском хит-параде Schweizer, в то время как другие места в первой десятке были достигнуты в России, танцевальном чарте Великобритании, Греции и польском танцевальном чарте.

## Клип
Сопутствующий музыкальный видеоклип на песню «Amazing» был впервые представлен 10 сентября 2009 года на сайте румынской радиостанции Radio 21. Видеоклип был снят Томом Боксером в конце августа 2009 года на пляже Атлантического океана недалеко от Лиссабона, Португалия, в течение двух дней. Закулисные кадры были опубликованы на Urban.ro 1 сентября 2009 года. Инна вспоминала о съёмках: «Это был первый раз, когда [Боксер и я] работали вместе, и мы отлично поняли друг друга. Я сделала всё, что могла, чтобы видео получилось хорошим. Было радостью снимать этот клип. Я путешествовала по красивой местности и встретила настоящих серфёров. Я влюбилась в их сумасшедший и ненавязчивый стиль [...]». Для клипа певице также потребовалось выучить несколько движений сёрфинга, что она и сделала в первый же день.
Клип начинается с кадров пляжа, где Инна держит в руках доску для сёрфинга, одетая в чёрный гидрокостюм. Затем её видят в черно-белом купальнике, а затем она встречается с друзьями, чтобы заняться сёрфингом. По-видимому, тонущая, она спасена ранее показанным «красивым» спасателем, который выводит её на пляж и пытается сделать искусственное дыхание рот в рот. Видео заканчивается тем, что они стоят близко друг к другу, а Инна в тени с доской для сёрфинга. Сцены, разбросанные по всему видео, показывают, как певица исполняет песню, а также принимает душ в бикини перед подростками-сёрферами, которые едят мороженое, в то время как они в шоке смотрят на неё. 

## Живые выступления
В 2010 году Инна исполнила «Amazing» вживую 23 апреля на церемонии вручения премии Eska Music Awards в Болгарии, на церемонии вручения премии MAD Video Music Awards 24 июня в Греции и 10 июля на церемонии вручения премии Romanian Music Awards. В том же году певица также исполнила трек 14 июля на Fun Radio во Франции и на французском музыкальном мероприятии Starfloor 23 октября. Появление Инны на церемонии вручения премии Eska Music Awards стало предметом споров из-за поцелуя между двумя мужчинами-танцорами, и она случайно обнажила один из своих сосков на Starfloor. Затем она исполнила сингл во время своего концерта Inna: Live la Arenele Romane в Бухаресте 17 мая, куда она прибыла на вертолете «как дива», а также на музыкальном туре NRJ в Бейруте 23 июля 2011 года. Румынская певица Андреа Бэникэ исполнила кавер-версию песни «Amazing» во время выступления Инны на церемонии вручения премии Romanian Music Awards 2010.

## Список композиций
- Official versions[A]

1. «Amazing (Play & Win Radio Edit Version)» - 3:31
2. «Amazing (Play & Win Extended Version)» - 4:32
3. «Amazing (UK Radio Edit Version)» - 2:21
4. «Amazing (Buzz Junkies Radio Edit)» - 3:34
5. «Amazing (Buzz Junkies Club Remix)» - 6:14
6. «Amazing (Buzz Junkies Dub)» - 6:14
7. «Amazing (DJ Feel Radio Edit)» - 3:37
8. «Amazing (DJ Feel Original Club Remix)» - 6:12
9. «Amazing (DJ Feel Vox Dub)» - 6:18
10. «Amazing (DJ Feel Instrumental)» - 6:18
11. «Amazing (Almighty Radio Edit)» - 3:58
12. «Amazing (Almighty Club Remix)» - 7:07
13. «Amazing (Almighty Dub)» - 7:06
14. «Amazing (Almighty Instrumental)» - 7:06
15. «Amazing (Frisco Radio Edit)» - 3:15
16. «Amazing (Frisco Club Remix)» - 5:01
17. «Amazing (Klubfiller Radio Edit)» - 3:07
18. «Amazing (Klubfiller Club Remix)» - 5:18

## Хит-парады

### Недельные хит-парады
| Хит-парад (2009–2022)                | Высшая позиция |
| ------------------------------------ | -------------- |
| Австрия (Ö3 Austria Top 40)          | 53             |
| Бельгия/Фландрия (Ultratop 50)       | 19             |
| Бельгия/Валлония (Ultratop 50)       | 11             |
| Болгария (IFPI)                      | 1              |
| СНГ (Tophit)                         | 3              |
| Чехия (Rádio — Top 100)              | 49             |
| European Hot 100 Singles (Billboard) | 10             |
| Франция (SNEP)                       | 2              |
| Германия (GfK)                       | 36             |
| Global Dance Songs (Billboard)       | 17             |
| Greece Digital Songs (Billboard)     | 8              |
| Венгрия (Dance Top 40)               | 11             |
| Венгрия (Rádiós Top 40)              | 38             |
| Венгрия (Single Top 40)              | 38             |
| Ирландия (IRMA)                      | 43             |
| Италия (FIMI)                        | 95             |
| Нидерланды (Dutch Top 40)            | 14             |
| Нидерланды (Single Top 100)          | 23             |
| Польша (Dance Top 50)                | 9              |
| Румыния (Nielsen Music Control)      | 1              |
| Russia Airplay (TopHit)              | 2              |
| Словакия (Rádio — Top 100)           | 41             |
| Швейцария (Schweizer Hitparade)      | 10             |
| Великобритания (OCC UK Singles)      | 14             |
| Великобритания (OCC UK Dance)        | 5              |

| Хит-парад (2025)            | Высшая позиция |
| --------------------------- | -------------- |
| Greece International (IFPI) | 92             |

### Хит-парады по итогам года
| Хит-парад (2009)        | Позиция |
| ----------------------- | ------- |
| СНГ (TopHit)            | 72      |
| Венгрия (Dance Top 40)  | 72      |
| Russia Airplay (TopHit) | 74      |

| Хит-парад (2010)                     | Позиция |
| ------------------------------------ | ------- |
| Бельгия (Ultratop 50 Flanders)       | 82      |
| European Hot 100 Singles (Billboard) | 51      |
| Франция (SNEP)                       | 24      |
| Венгрия (Dance Top 40)               | 60      |
| Нидерланды (Dutch Top 40)            | 66      |
| Румыния (Romanian Top 100)           | 66      |
| Russia Airplay (TopHit)              | 21      |

## Даты выхода
| Страна         | Дата             | Формат    | Лейбл         |
| -------------- | ---------------- | --------- | ------------- |
| Румыния        | 6 августа 2009   | N/A       | N/A           |
| Франция        | 21 июня 2010     | CD single | Airplay       |
| Великобритания | 23 августа 2010  | CD single | AATW          |
| Германия       | 24 сентября 2010 | CD single | B1 Recordings |